# 棟迪迪耶
棟迪迪耶（法語：Domdidier，法語發音：[dɔ̃didje]）是瑞士弗里堡州的旧市镇，位於該國西部，面積8.91平方公里，海拔高度443米，2011年人口2,825，七成人口信奉羅馬天主教，人口密度每平方公里317人。

## 外部連結
- 官方网站 （页面存档备份，存于） （法文）